# Royal Bunker
Royal Bunker war ein deutsches Independent-Label aus Berlin, welches im Jahr 1999 von dem Hip-Hop-Aktivisten Marcus Staiger gegründet wurde und als eines der ersten Labels in Deutschland provokanten Battle-Rap vertrieb. Neben zahlreichen weiteren Künstlern hatten sowohl die Rap-Gruppierungen K.I.Z, die Sekte um Sido und B-Tight, M.O.R. um Kool Savas, als auch die Rapper Prinz Pi, Eko Fresh, Kay One und Rhymin Simon ihre ersten Veröffentlichungen bei Royal Bunker.

## Geschichte
Die Anfänge des Labels liegen in einer gleichnamigen Kellerkneipe in Berlin-Kreuzberg, in der sich ab 1997 verschiedene Berliner MCs erstmals zu Open-Mic-Sessions trafen. Die Organisation jener Sessions entstammt der Idee des Rappers Kool Savas der während eines Aufenthalts in Los Angeles auf das sogenannte Project Blowed aufmerksam wurde und den Hip-Hop-Aktivisten Marcus Staiger dazu animierte, jenes Konzept in Deutschland ins Leben zu rufen. Staiger stieß schließlich auf eine Kellerkneipe namens Royal Bunker und vereinbarte mit dem Inhaber die Nutzung jener Räume für Open-Mic-Sessions. Nach amerikanischem Vorbild trafen sich fortan sonntagabends unter anderen Rapper aus dem Umfeld der Rap-Gruppierungen M.O.R., die Sekte und Bassboxxx und präsentierten sich zumeist auf Battle-Rap-Niveau in Form von geschriebenen Texten und Freestyle-Rap, bis die Kneipe aufgrund von Mietrückständen des Inhabers ein Jahr später geschlossen werden musste.

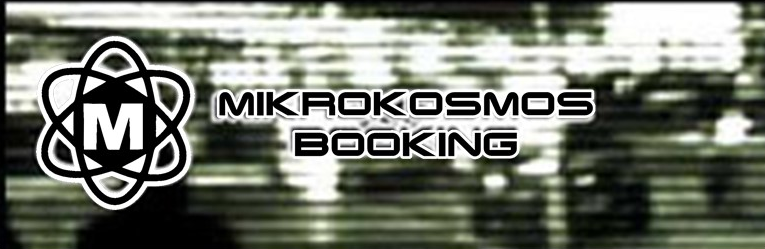
Logo von Mikrokosmos booking

Zwischenzeitlich hatte Staiger bereits mit Savas, DJ MK 1, DJ Reaf und dem Journalisten Hülse das Tape-Label Mikrokosmos gegründet. Nach mehreren Veröffentlichungen lokaler Künstler mit jeweils einigen 100 Auflagen löste sich das Label jedoch bereits im Sommer 1999 aufgrund von kreativen Differenzen zwischen den Gründungsmitgliedern auf.
Während MK 1 mit Mäsch und Bandulero Sound jenes Label als "Mikrokosmos Booking Agentur" neu definierte, gründete Staiger das Label "Monopol", welches jedoch aus Rechtsgründen bald in Royal Bunker umbenannt wurde. Ein Handvoll zuvor bei Mikrokosmos veröffentlichter Tapes wurde von Staiger über sein eigenes Label re-released. Während die Labelarbeit anfänglich in Staigers Eigenheim stattfand und Tapes ausschließlich telefonisch und auf Jamsessions verkauft wurden, konnten später mit der ersten eigenen Internetseite erste Online-Bestellungen aufgenommen werden. In Kooperation mit Halil Efe wurde des Weiteren eine Vielzahl von Tapes über "Downstairs Berlin" vertrieben und mit aufkommendem Erfolg ebenso von Groove Attack.
Ab dem 9. November 2000 wurden die einstigen Rap-Sessions aus dem Royal Bunker in dem Platten- und Internetladen "Beatillz" in Kreuzberg wiederbelebt.
Mit dem ersten größeren Erfolg durch das Album NLP von M.O.R. um Kool Savas im Jahr 2001 wurde schließlich auch die Major-Industrie auf Royal Bunker aufmerksam und es folgten erste Fernsehauftritte vereinzelter Künstler. Sido und B-Tight hatten sich zu dieser Zeit bereits von Royal Bunker getrennt, da sie von Staiger nicht die gewünschte Unterstützung erhielten. Weitere Künstler, die durch eine Zusammenarbeit mit Royal Bunker erstmals eine größere Reichweite gewannen, waren Prinz Pi, Eko Fresh, Kay One als Teil des Hip-Hop-Duos Chablife und auch die Rap-Gruppierung K.I.Z, die mit ihrem Album Hahnenkampf in Kooperation mit Vertigo/Universal Music ihren ersten Album-Top-Ten-Erfolg feierten.
Im Dezember 2007 kündigte Staiger an, das Label im Jahr 2008 nach der Veröffentlichung des K.I.Z-Albums Sexismus gegen Rechts schließen zu wollen, wobei sich die Album-Produktion jedoch verzögerte und das Release im Jahr 2009 erfolgte. In späteren Interviews erklärte Staiger, er habe an der Label-Arbeit keine Freude mehr gehabt.
Aus nostalgischen Gründen veröffentlichten Kool Savas und Sido im Jahr 2017 das Album Royal Bunker.

## Diskografie
Studioalben

| Jahr | Titel Interpretation                                                                                              | Höchstplatzierung, Gesamtwochen, AuszeichnungChartplatzierungen (Jahr, Titel, Interpretation, Platzierungen, Wochen, Auszeichnungen, Anmerkungen) | Höchstplatzierung, Gesamtwochen, AuszeichnungChartplatzierungen (Jahr, Titel, Interpretation, Platzierungen, Wochen, Auszeichnungen, Anmerkungen) | Höchstplatzierung, Gesamtwochen, AuszeichnungChartplatzierungen (Jahr, Titel, Interpretation, Platzierungen, Wochen, Auszeichnungen, Anmerkungen) | Anmerkungen                                                  |
| Jahr | Titel Interpretation                                                                                              | DE | AT | CH | Anmerkungen                                                  |
| ---- | --- | --- | --- | --- | ------------------------------------------------------------ |
| 1999 | Wissen~Flow~Talent Royal TS                                                                                       | — | — | — | Zweitveröffentlichung: 1999 auf Tape                         |
| 1999 | Neue Wahrheit Justus                                                                                              | — | — | — | Zweitveröffentlichung: 1999 auf Tape                         |
| 1999 | Überfluss Shadow                                                                                                  | — | — | — | Zweitveröffentlichung: 1999 auf Tape                         |
| 1999 | HassickDir? Fuat                                                                                                  | — | — | — | Zweitveröffentlichung: 1999 auf Tape                         |
| 1999 | BattleReimPriorität Nr.2 Taktloss                                                                                 | — | — | — | Zweitveröffentlichung: 1999 auf Tape                         |
| 1999 | Sintflows Die Sekte                                                                                               | — | — | — | Erstveröffentlichung: 1999 auf Tape                          |
| 2000 | Back in Dissniss Royal TS                                                                                         | — | — | — | Erstveröffentlichung: 2000 auf Tape                          |
| 2000 | ...Mit Pint Und Pegel Rhymin Simon                                                                                | — | — | — | Erstveröffentlichung: Juni 2000 auf Tape                     |
| 2000 | Niedere Motive Doktor Fumanschu                                                                                   | — | — | — | Erstveröffentlichung: Juli 2000 auf Tape                     |
| 2001 | Im Narbengarten Splidttercrist                                                                                    | — | — | — | Erstveröffentlichung: März 2001 auf Tape                     |
| 2001 | Pflanzenmensch Meyah Don                                                                                          | — | — | — | Erstveröffentlichung: März 2001 auf Tape                     |
| 2001 | NLP Masters of Rap (M.O.R.)                                                                                       | DE65 (1 Wo.)DE | — | — | Erstveröffentlichung: 30. April 2001 auf CD, Vinyl           |
| 2001 | Siegen oder sterben Rhymin Simon                                                                                  | — | — | — | Erstveröffentlichung: Juni/Juli 2001 auf Tape                |
| 2001 | Reflex Shadow | — | — | — | Erstveröffentlichung: Juni/Juli 2001 auf Tape                |
| 2001 | 2 hässliche in einer schönen Welt Hirnpflox (Meyah Don & Gris)                                                    | — | — | — | Erstveröffentlichung: Juni/Juli 2001 auf Tape                |
| 2001 | Calte Nasse Füße S-Rok                                                                                            | — | — | — | Erstveröffentlichung: Juni/Juli 2001 auf Tape                |
| 2001 | Der Räuschermann B-A-Di                                                                                           | — | — | — | Erstveröffentlichung: Juni/Juli 2001 auf Tape                |
| 2001 | Und die Welt des Untergrundz B-A-Di                                                                               | — | — | — | Erstveröffentlichung: Juni/Juli 2001 auf Tape                |
| 2001 | Team Avantgarde Cryptonasen                                                                                       | — | — | — | Erstveröffentlichung: 2001 auf CD                            |
| 2002 | Radiumreaktion Prinz Porno                                                                                        | — | — | — | Erstveröffentlichung: 23. März 2002 auf CD, Tape             |
| 2002 | Das eine Stück Meiner Romanzn                                                                                     | — | — | — | Erstveröffentlichung: Juni 2002 auf Tape                     |
| 2002 | Erstschlag Battlemiliz (Rufmord, Hassanfall & Vollautomatik)                                                      | — | — | — | Erstveröffentlichung: Juni 2002 auf Tape                     |
| 2002 | Zeichen und Muster Justus                                                                                         | — | — | — | Erstveröffentlichung: 30. September 2002 auf CD, Tape, Vinyl |
| 2002 | Blackbooktape #2 (Jung, schön & stylisch) Prinz Porno                                                             | — | — | — | Erstveröffentlichung: Dezember 2002 auf Tape, CD             |
| 2002 | 00/01 Biztram | — | — | — | Erstveröffentlichung: Dezember 2002 auf Tape                 |
| 2003 | Über alles grün Ranger Storm                                                                                      | — | — | — | Erstveröffentlichung: Januar 2003 auf CD, Tape               |
| 2003 | Progrisiv Gris | — | — | — | Erstveröffentlichung: Februar 2003 auf CD, Tape              |
| 2003 | Doppelalbum (Panzerplatte / Salz für die Nase) PanzDominanz (Kid Kobra & Prinz Pi) / ProMolle (Smexer & Prinz Pi) | — | — | — | Erstveröffentlichung: 10. März 2003 auf CD, Tape             |
| 2003 | Überleg dir was du sagst Separate                                                                                 | — | — | — | Erstveröffentlichung: 17. März 2003 auf CD, Vinyl, Tape      |
| 2003 | Kaporns Welt Al Kaporn                                                                                            | — | — | — | Erstveröffentlichung: 31. März 2003 auf CD, Tape             |
| 2003 | The Funky Adventures of Fumanschu Fumanschu                                                                       | — | — | — | Erstveröffentlichung: 7. Juli 2003 auf CD, Vinyl             |
| 2003 | Egoboost Rhymin Simon                                                                                             | — | — | — | Erstveröffentlichung: Dezember 2003 auf CD                   |
| 2003 | Fuat Hassickdir? III Fuat                                                                                         | — | — | — | Zweitveröffentlichung: Dezember 2003 auf CD, Tape            |
| 2003 | Blackbooktape 3 (Unreleaste Nr.1 Hits) Beatfabrik                                                                 | — | — | — | Erstveröffentlichung: Dezember 2003 auf CD, Tape             |
| 2003 | Weiter Martin B                                                                                                   | — | — | — | Erstveröffentlichung: Dezember 2003 auf Tape                 |
| 2004 | Direkt aus dem Knast (Du Spast) Taktloss & Jack Orsen                                                             | — | — | — | Erstveröffentlichung: 3. Mai 2004 auf CD, Vinyl              |
| 2004 | Note 1+ Jack Orsen                                                                                                | — | — | — | Erstveröffentlichung: 3. Mai 2004 auf CD, Vinyl              |
| 2004 | Dünya Dönüyor (Die Welt dreht sich) Eko & Azra                                                                    | — | — | — | Erstveröffentlichung: 7. Juni 2004 auf CD, Vinyl             |
| 2004 | The Hardest Is Back! Big Derill Mack                                                                              | — | — | — | Erstveröffentlichung: 29. September 2004 auf CD              |
| 2005 | Das RapDeutschlandKettensägenMassaker K.I.Z                                                                       | — | — | — | Erstveröffentlichung: 15. April 2005 auf CD                  |
| 2005 | Reanimator Rufmord                                                                                                | — | — | — | Erstveröffentlichung: April 2005 auf CD                      |
| 2005 | Der Spitter vom Dienst Big Derill Mack                                                                            | — | — | — | Erstveröffentlichung: 13. Mai 2005 auf CD                    |
| 2005 | Nacht Tua | — | — | — | Erstveröffentlichung: Juli 2005 auf CD                       |
| 2005 | Pöbeln Mit Stil Catee                                                                                             | — | — | — | Erstveröffentlichung: August 2005 auf CD                     |
| 2005 | Kingpintin' Rhymin Simon                                                                                          | — | — | — | Erstveröffentlichung: 14. Oktober 2005 auf CD                |
| 2006 | Live aus der Crunkarena H.A.C.K. (Staiger, Big Derill Mack & Boss A)                                              | — | — | — | Erstveröffentlichung: 11. August 2006 auf CD                 |
| 2007 | Mach et einfach! Icke & Er                                                                                        | — | — | — | Erstveröffentlichung: Juni 2007 auf Vinyl                    |
| 2007 | Hahnenkampf K.I.Z                                                                                                 | DE9 Gold · (8 Wo.)DE | AT47 (2 Wo.)AT | — | Erstveröffentlichung: 24. August 2007 auf CD                 |
| 2009 | Sexismus gegen Rechts K.I.Z                                                                                       | DE7 Gold · (8 Wo.)DE | AT32 (2 Wo.)AT | CH69 (1 Wo.)CH | Erstveröffentlichung: 10. Juli 2009 auf CD                   |